# Grantil
Grantil, est une usine française de papiers peints, active de 1838 à février 2013. Fondée en Moselle, elle sera, pendant plusieurs décennies, l'un des plus grands employeurs privés de la ville de Châlons-sur-Marne.

## Histoire

### Fondation et développement
Fondée par Victor Granthille, l'entreprise voit le jour en 1838, sous le nom de Grantil jeune et Ch. Située initialement à Montigny-lès-Metz, à la suite de la guerre franco-allemande de 1870, elle déménage à Châlons-sur-Marne,, déménagement qui a lieu en 1870 ou 1875, selon les sources. L’entreprise est alors dirigée par Justin Granthille.
Grantil participe à plusieurs reprises à l'exposition universelle où elle obtient une médaille d'argent lors de l'édition de 1878, une médaille d'or à celle de 1889 ; puis, un Grand Prix, lors de l’édition de 1900,, où elle présente du papier peint de style Art nouveau, illustré par un certain Martiny.

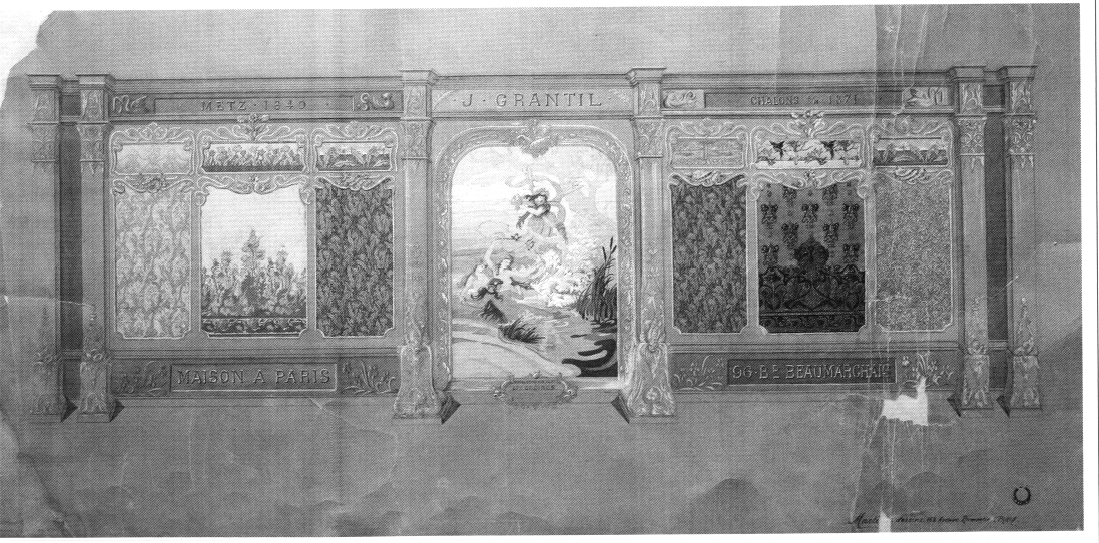
Pavillon de la société Grantil, illustré par Martiny, lors de l'exposition universelle de 1900.

La société obtient aussi un Grand Prix lors de l'Exposition internationale des arts décoratifs et industriels modernes, qui se déroule aussi à Paris en 1925. Durant les années 1920, elle embauche entre 200 et 300 salariés, et, jusqu'aux années 1960, Grantil est la seule fabrique de papiers peints de Châlons-sur-Marne.

### Rachats successifs
En février 1993, l'entreprise passe des mains du groupe Dynaction, alors en difficultés,, à celles du groupe Inaltera. En 2001, devenue membre de la filiale belge Balta, l'entreprise investit dans la rénovation totale du parc machine. À cette époque, Grantil produit 11 millions de rouleaux de papiers peints par an.
Le 25 janvier 2013, alors devenue membre de la holding Grandéco wallfashion Group,, - actionnaire majoritaire de la société depuis 2007 - et embauche 162 salariés, elle est mise en arrêt forcé,. Les employés souhaitent faire appliquer la procédure française.
Le tribunal de commerce de Châlons-en-Champagne nomme un administrateur, et décide de faire reprendre l’activité du 29 janvier au 7 février. Le 7 février, le tribunal décide de prolonger l'activité jusqu'au 21 février, date de la fermeture définitive de l'entreprise. Durant cette période, les employées investissent YouTube en postant deux vidéos. La première est visionnée 11 000 fois en deux semaines, et, la seconde 2 000 fois en trois jours.

### Après la fermeture
Le 26 avril 2017, une quarantaine d'ex-employés séquestrent un cadre ainsi qu'un actionnaire de l'entreprise. Franck Leclere, délégué CGT de l'entreprise, justifie cette action expliquant leur avoir fait, 14 jours auparavant, une proposition de rachat sous forme de coopérative ouvrière auquel ils n'ont jamais répondu. La SCOP, proposée le 12 avril 2017, qui aurait pu  sauvegarder 68 emplois, ne verra jamais le jour.
En novembre 2017, le conseil de prud’hommes
déboute les anciens employés, mais, le 15 mai 2019, la cour d'appel de Reims, demande le versement de leurs indemnités de licenciement,. Les indemnités n'ont toujours pas été perçues en septembre 2020.